# Torre dei Pulci
Il palazzo e la torre dei Pulci sono un edificio storico del centro di Firenze, situato in via dei Georgofili 4 angolo via Lambertesca, e con un accesso dal piazzale degli Uffizi.

## Storia e descrizione

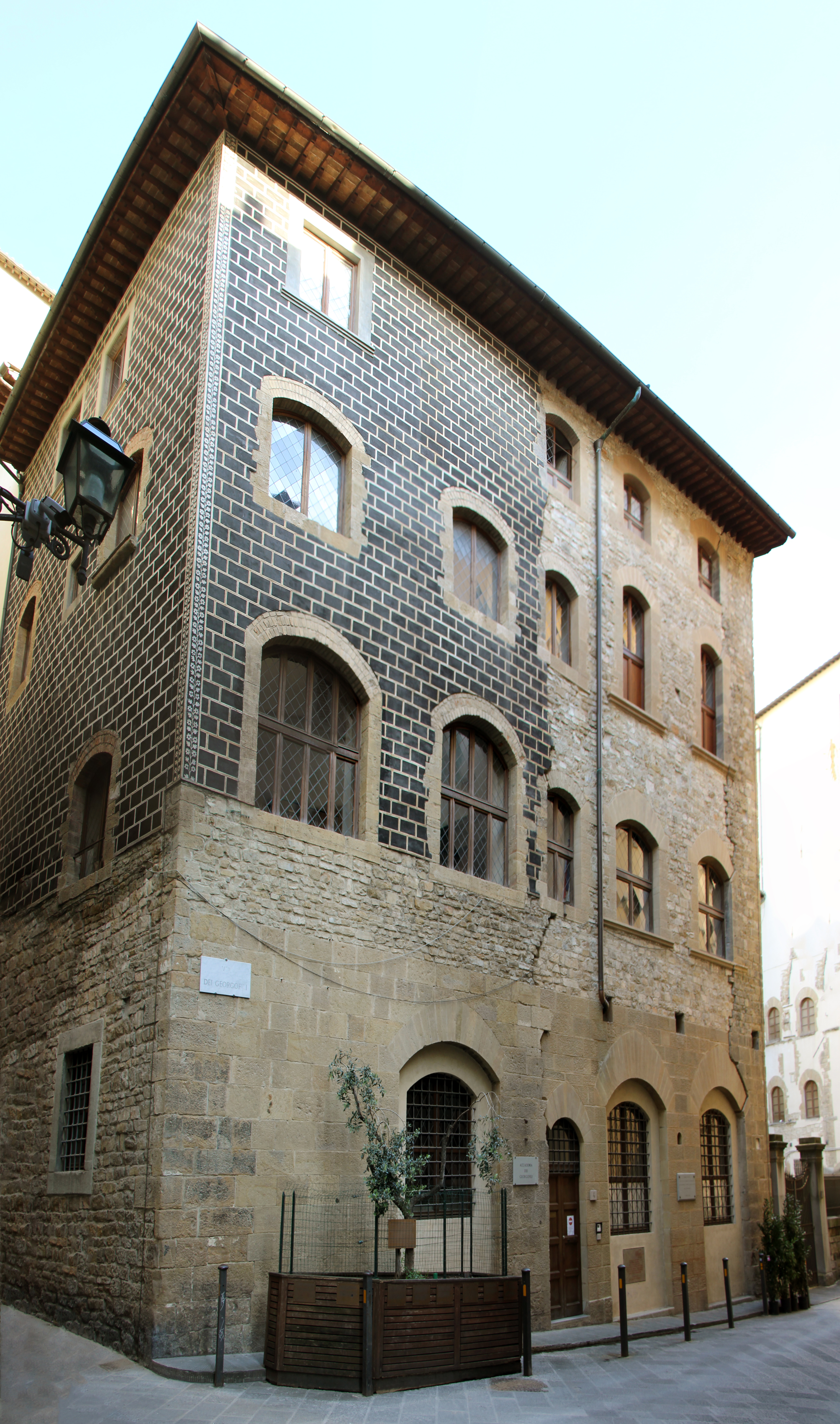
La torre vista da via Lambertesca; in primo piano l'Olivo della pace

Si tratta di un palazzo dai caratteri trecenteschi che Walther Limburger segnala come trasformazione di un antico edificio della famiglia Pulci, con torre e loggia, quest'ultima presumibilmente ubicata dall'altro lato della via Lambertesca, negli spazi attualmente inglobati nel palazzo della Magona Granducale (al numero 4). In realtà, ciò che oggi percepiamo come unica fabbrica dovrebbe aver avuto origine in due distinti edifici, vuoi per fondazione vuoi per proprietà: il lato che guarda su via Lambertesca (e che comunque ha ingresso da via dei Georgofili), fu palazzo dei Pulci e nel 1427 era di Girolamo di Feo, albergatore, e serviva a uso di albergo all'insegna del Leone. Nel 1435 lo comprarono i Baroncelli e per vari secoli rimase in loro possesso. 
Quello su via dei Georgofili passò a metà del Quattrocento ai Del Rosso Pieri, quindi, acquistato da Cosimo I, venne annesso alla fabbrica degli Uffizi. Nell'Ottocento si sarebbe poi definitivamente compiuta la trasformazione delle diverse case (presumibilmente già riunite) in un 'palagetto', che comunque lungo via Lambertesca mostra ancora oggi due distinti disegni di facciate. Federico Fantozzi, nel 1843, non sembra comunque distinguere tra i due edifici, segnalando il complesso come caserma de' Veterani già Baroncelli, per precisare poi che sarebbe stato utilizzato sotto Cosimo I come "Quartiere delle Guardie dei Lanzi" e ai suoi tempi "destinato ad altr'uso", senza ulteriori specifiche. 
Al 1905 è documentato un progetto di restauro complessivo stilato dall'ingegnere Cesare Spighi e volto a enfatizzare il carattere medievale della fabbrica. Nel 1932 il complesso fu individuato come sede dell'Accademia dei Georgofili (attuale ingresso al pubblico dal loggiato degli Uffizi Corti). Restaurato nuovamente negli anni trenta del Novecento, l'edificio fu colpito da un attentato terroristico la notte del 27 maggio 1993 che, oltre a causare la morte di cinque persone, portò alla totale distruzione della parte centrale della facciata su via de' Georgofili. 

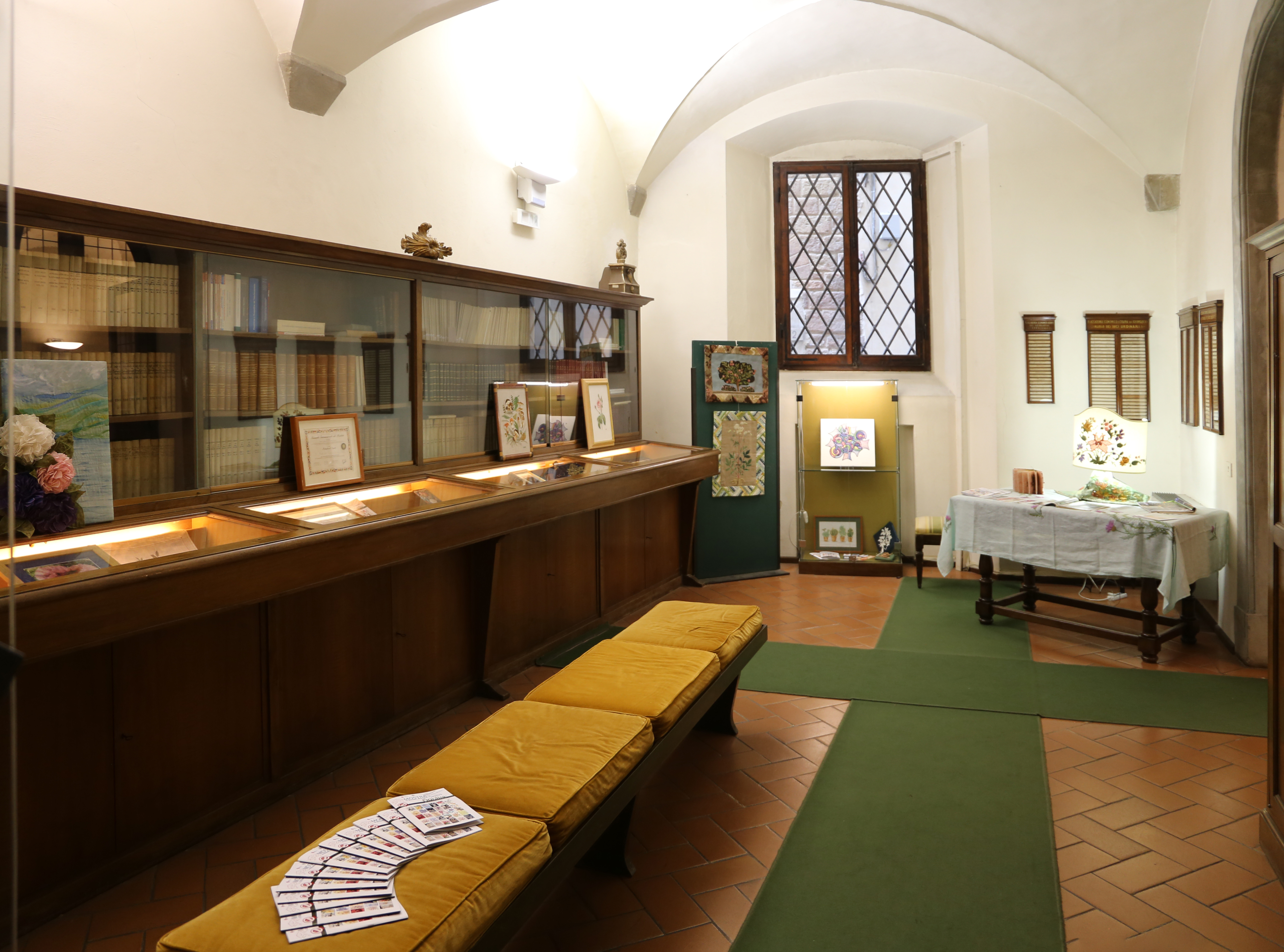
L'interno dell'Accademia dei Georgofili

Tra il 1993 e il 1996 il palazzo fu oggetto di un complesso intervento di restauro e di ricostruzione su progetto degli architetti associati Gurrieri De Vita Gurrieri (Francesco Gurrieri, Maurizio De Vita, Federico Gurrieri) e direzione dei lavori dell'architetto Paolo Mazzoni della Soprintendenza ai Monumenti. Con i restauri venne alla luce peraltro un pozzo medievale e una pregevole scala che si sviluppava intorno, collegando l'ingresso dell'Accademia a un ampio ammezzato degli Uffizi che era da tempo in disuso (poi concesso in uso ai Gerogofili anche per compensare la perdita dei locali di un'altana distrutta, che la Soprintendenza ai Beni Architettonici non ritenne opportuno ricostruire). 
Per quanto riguarda la porzione distrutta i lavori videro la reintegrazione della facciata con materiale lapideo simile all'originale, tuttavia evidenziata sia da un vistoso giunto che profila l'area interessata, sia da una depressione della regione parietale rispetto alla porzione originale, e questo sia in ossequio a una possibile prassi propria del restauro architettonico, sia, soprattutto, per la volontà di "conservare i segni della ferita per non dimenticare". 
L'edificio che determina la cantonata (cioè il palazzo dei Pulci propriamente detto) è arricchito, nella parte superiore, da un finto ammattonato graffito su fondo nero e, sul canto, da un tralcio fiorito con andamento verticale sempre graffito. Sull'altra porzione che guarda a via dei Georgofili sono in basso, nella zona ricostruita, due memorie, una a ricordare le vittime dell'attentato, l'altra il termine dei lavori di restauro nel marzo del 1996. Davanti al palazzo si trovava anche un simbolico "ulivo della pace", che dopo la morte della pianta è stato sostituito nel settembre 2021 con un ulivo in bronzo dell'artista Andrea Roggi.
Sulla torre si trovano due lapidi. Una ricorda l'attentato e le vittime, in particolare la piccola vittima Nadia Nencioni:
| \| \| IL TRAMONTO IL POMERIGGIO SE NE VA IL TRAMONTO SI AVVICINA UN MOMENTO STUPENDO IL SOLE STA ANDANDO VIA (A LETTO) È GIÀ SERA E TUTTO È FINITO NADIA NENCIONI \| \| TUTTO VOLLE QUI FINITO UNA BOMBA ASSASSINA PER LA PICCOLA POETESSA PER LA SORELLA CATERINA APPENA NATA PER I GENITORI FABRIZIO E ANGELAMARIA PER LO STUDENTE DARIO CAPOLICCHIO LA NOTTE DEL 27 MAGGIO 1993 VIVONO TUTTI NEL CUORE DEI FIORENTINI \| \| | |
| | IL TRAMONTO IL POMERIGGIO SE NE VA IL TRAMONTO SI AVVICINA UN MOMENTO STUPENDO IL SOLE STA ANDANDO VIA (A LETTO) È GIÀ SERA E TUTTO È FINITO NADIA NENCIONI |
| TUTTO VOLLE QUI FINITO UNA BOMBA ASSASSINA PER LA PICCOLA POETESSA PER LA SORELLA CATERINA APPENA NATA PER I GENITORI FABRIZIO E ANGELAMARIA PER LO STUDENTE DARIO CAPOLICCHIO LA NOTTE DEL 27 MAGGIO 1993 VIVONO TUTTI NEL CUORE DEI FIORENTINI | |

Poco più a destra una lapide ricorda il restauro:
| TORRE DE' PULCI SEDE DELL'ACCADEMIA DEI GEORGOFILI. QUI DURAMENTE COLPITA IL 27 MAGGIO 1993. OGGI RESTAURATA 11 MARZO 1996 |